# Straßenbahn Küstrin
Die Straßenbahn Küstrin bestand von 1903 bis 1923 als Pferdebahn und von 1925 bis 1945 als elektrische Straßenbahn. Sie wurde von der Stadt Küstrin als Städtische Straßenbahn Küstrin betrieben und bediente den innerstädtischen Verkehr in der damals brandenburgischen Kleinstadt. Obwohl Küstrin 1937 nur rund 21.000 Einwohner zählte, besaß es als Verkehrsknotenpunkt und Garnisonsstadt eine große Bedeutung. Auch lagen auf Grund der topografischen Verhältnisse am Zusammenfluss von Oder und Warthe die einzelnen Stadtteile weit auseinander. Kennzeichnend für diese Verhältnisse ist die Tatsache, dass sich in der Stadt vier Bahnhöfe befanden.

## Pferdebahn
Bereits mit Beginn des 20. Jahrhunderts entstand mit steigenden Bevölkerungszahlen und der Anlage der Küstriner Neustadt das Bedürfnis nach einem innerstädtischen Verkehrsmittel. Da jedoch erst 1913 ein Elektrizitätswerk den Betrieb aufnahm, kam zunächst nur der Bau einer Pferdebahn in Frage. Das Depot wurde ganz in der Nähe des Wasserturms errichtet und später von der elektrischen Straßenbahn übernommen. Die Pferdebahn wurde am 10. März 1903 eröffnet. Ihre Hauptlinie verband den Bahnhof Neustadt, wo sich die Hauptbahnen Stettin – Breslau und Berlin – Landsberg kreuzten, mit dem Marktplatz der Altstadt, die jenseits der Warthe liegt. Vom Stern, dem Zentrum der Neustadt, zweigten Nebenstrecken nach Osten zur Infanteriekaserne und nach Norden zum Stadtwald ab. Die Bahn wurde gut angenommen, doch konnte sie sich nach dem Ersten Weltkrieg wegen der Wirtschaftskrise und den gestiegenen Ansprüchen an Schnelligkeit und Bequemlichkeit auf die Dauer nicht mehr behaupten. So beschloss der Stadtrat im Jahre 1923 die Stilllegung.

## Elektrische Straßenbahn
Wegen der weiten Wege in der Stadt versuchte man, wieder zu einem Verkehrsmittel zu gelangen, das auch die noch vorhandenen Gleise benutzen würde. Dafür bot sich eine elektrische Straßenbahn an, die in einer Zeit, in der anderswo kleine und auch größere Straßenbahnbetriebe stillgelegt worden sind, am 16. Mai 1925 neu eröffnet wurde. Sie befuhr das bisherige Pferdebahnnetz, wobei unklar ist, ob die Verlängerung vom Markt zum Bahnhof Altstadt auf dem linken Oderufer neu hinzukam oder schon zur Pferdebahnzeit erbaut worden war. Nummern oder Farben zur Unterscheidung der Linien gab es nicht.
Für das zunächst 5,3 Kilometer umfassende eingleisige, meterspurige Netz waren sechs Triebwagen und zwei Beiwagen von der Firma Christoph & Unmack in Niesky beschafft worden. Die 1934 vorgenommene Erweiterung über die Odervorflutbrücke nach Westen sollte den Stadtteil Kietz erschließen. Da sie aber 800 Meter von diesem Ortsteil entfernt endete, fand sie bei den Fahrgästen keinen Anklang. Daher eröffnete die Stadt am 1. April 1937 zusätzlich einen Omnibusbetrieb, der auch in den Stadtteil Kietz und darüber hinaus geführt wurde. Insgesamt gab es zwei Buslinien von zusammen 6,3 Kilometer Länge mit fünf Fahrzeugen. Gleichzeitig wurde die Straßenbahn verkürzt. Sie endete nun an der Mittelschule in der Berliner Straße auf dem rechten Oderufer. Das Netz war nur noch vier Kilometer lang.
Als die Zahl der Fahrgäste im Zweiten Weltkrieg erheblich angestiegen war, beschaffte man 1943 noch einen Triebwagen von der Celler Straßenbahn GmbH. Dieser stammte ursprünglich aus Karlsruhe, wo er durch Umbau aus einem 1912 gebauten Beiwagen entstanden war. Die zwei Beiwagen waren nach Łódź abgegeben worden.
Die elektrische Bahn wurde nicht einmal zwanzig Jahre betrieben. Als gegen Ende des Zweiten Weltkriegs die Ostfront näher an die Stadt heranrückte, wurde der Betrieb am 30. Januar 1945 endgültig eingestellt. Das Depot wurde im Februar 1945 durch Beschuss mit schweren Waffen zerstört, ebenso alle Fahrzeuge darin. Lediglich Triebwagen Nr. 5, der zu dieser Zeit aufgebockt in einer Nebenhalle stand, wurde nur wenig beschädigt und nach Kriegsende zur 40 Kilometer entfernten Straßenbahn Gorzów Wielkopolski verbracht, wo er von Meter- auf Normalspur umgespurt wieder in Betrieb ging.
Die hart umkämpfte und weitgehend zerstörte Stadt wurde nach Kriegsende entlang der Oder geteilt. Der größere Teil wurde polnisch und in Kostrzyn umbenannt, hier wurde kein Straßenbahnverkehr mehr aufgenommen. Reste der Gleisanlagen sind noch in der nicht wieder aufgebauten Altstadt zu finden.